# Joey Crawford
Joseph Crawford dit Joe ou Joey (né le 30 août 1951 à Philadelphie aux États-Unis) était un arbitre professionnel de la NBA entre 1977 et 2016. Il portait l'uniforme avec le numéro 17.
Il fait partie des arbitres les plus expérimentés avec Dick Bavetta, et s'est bâti une réputation d'arbitre sévère.
En outre, il a arbitré le NBA All-Star Game de 1986, 1992 et 2000.